# Lajos Kossuth
Lajos Kossuth foi um patriota e político húngaro (Monok, Reino da Hungria, 19 de setembro de 1802 – Turim, Reino de Itália, 20 de março de 1894).
Com a ajuda de seu talento na oratória em debates políticos e discursos públicos, Kossuth emergiu de uma família de pequena nobreza para se tornar presidente-regente do Reino da Hungria. Como disse o influente jornalista americano contemporâneo Horace Greeley sobre Kossuth: "Entre os oradores, patriotas, estadistas, exilados, ele não tem, vivo ou morto, superior".
Os poderosos discursos em inglês de Kossuth impressionaram e tocaram tanto o famoso orador americano contemporâneo Daniel Webster, que ele escreveu um livro sobre a vida de Kossuth. Ele foi amplamente homenageado durante sua vida, incluindo na Grã-Bretanha e nos Estados Unidos, como um lutador pela liberdade e termômetro da democracia na Europa. O busto de bronze de Kossuth pode ser encontrado no Capitólio dos Estados Unidos com a inscrição: Pai da Democracia Húngara, Estadista Húngaro, Lutador da Liberdade, 1848–1849.
Como deputado da Dieta logrou um foro independente para a Hungria dentro do Império Austríaco. Chefe da insurreição de 1848, chamou os húngaros às armas para defender a independência frente aos austríacos e os eslavos e fez votar a queda dos Habsburgos. Foi nomeado presidente do comitê de defesa da recém proclamada República da Hungria, em abril de 1849. Suas tropas foram derrotadas pelos russos, que intervieram no conflito em apoio dos austríacos, e Kossuth foi obrigado a exilar-se na Turquia após o fracasso de Villagos, em 13 de agosto de 1849. Passou o resto de sua vida exilado, promovendo seu ideal de uma Hungria independente.

## Vida
Kossuth veio de uma família não remunerada da pequena nobreza húngara. Como seu pai, após quatro anos de estudos de direito em Sárospatak e Pest, ele embarcou na carreira de advogado; de 1824 a 1832 trabalhou nesta capacidade em Sátoraljaújhely (condado de Semplin). Ao mesmo tempo, a carreira política de Kossuth começou: de 1825 a 1827, ele representou o conde Hunyady, que estava inclinado a ser nacionalmente liberal, no parlamento estadual de Pressburg; Ele assumiu a mesma tarefa de 1832 a 1836 para três membros da mansão húngara. Em sua posição como representante, Kossuth não tinha direito a nenhum direito de voto; no entanto, ele tinha o dever de manter seus patrocinadores informados sobre as negociações. Para tanto, Kossuth escreveu primeiro os "Relatórios do Parlamento do Estado" de dezembro de 1832, e depois de julho de 1836 a maio de 1837 os "Relatórios dos Municípios", nos quais registrou o Parlamento do Estado e as assembléias municipais. Como ele fez cópias dessas obras e, portanto, desafiou deliberadamente uma proibição do governo, Kossuth foi processado por alta traição e o condenou em 5 de maio de 1837 a quatro anos de prisão. Após seu perdão em 1840, porém, um ano depois, ele publicou novamente o jornal liberal nacional Pesti Hírlap, do qual era editor-chefe.

No início da Revolução de março de 1848 no Império Austríaco, em um discurso escrito em 3 de março de 1848, ele pediu a transformação constitucional da monarquia e das constituições dos estados austríacos. No decorrer da revolução, ele radicalizou suas idéias até a demanda e, finalmente, a luta pela independência da Hungria da Áustria. Em 1848, ele foi ministro das finanças e presidente do comitê de defesa do primeiro governo húngaro independente sob o comando do primeiro-ministro liberal Lajos Batthyány. Como força formadora deste governo, ele implementou reformas como a libertação dos camponeses. Ele concedeu às minorias não húngaras os mesmos direitos civis que os húngaros, mas não o direito aos seus próprios estados-nação: eles não tinham “personalidades históricas”. Ele construiu um exército voluntário húngaro (Honvéd) contra seus levantes, que supostamente manteria os croatas sob a liderança de Ban Josip Jelačić, que se opôs à política nacionalista de magiarização da época e aos interesses nacionais croatas e no A metade húngara do império representava os interesses da Áustria. Com sua política, a Hungria se distanciou cada vez mais da supremacia austríaca.

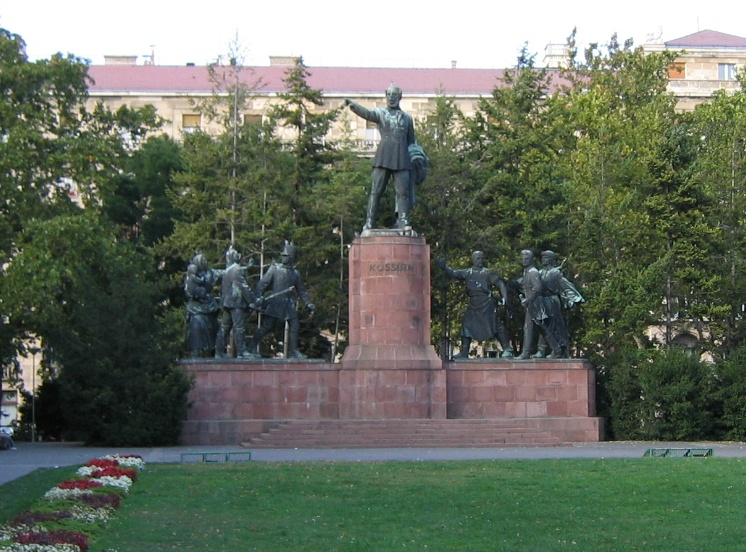
Memorial de Kossuth no parlamento húngaro

Após a renúncia do imperador austríaco Fernando I como resultado dos eventos revolucionários na Áustria desde março de 1848, a Hungria recusou a seu sucessor Francisco José I a coroa real húngara em dezembro de 1848. Quando o imperador quis impor uma constituição em 7 de março de 1849, houve uma revolta húngara de independência contra a Áustria, até que Kossuth proclamou a independência da Hungria em 14 de abril de 1849 e Debrecen se tornou a sede do governo húngaro. O parlamento estadual húngaro se reuniu na grande Igreja Reformada de Debrecen sob a presidência de Kossuth. Kossuth tornou-se o administrador imperial húngaro eleito e, como tal, tinha poderes ditatoriais. O exército revolucionário húngaro, que foi fortalecido por tropas livres e emigrantes poloneses, foi inicialmente capaz de repelir o exército invasor austríaco sob a liderança de Alfred I, Principe de Windisch-Grätz. Finalmente, com a ajuda da Rússia, a Áustria conseguiu sufocar a luta húngara pela liberdade. Pressionada pelas tropas russas do norte e do leste, pelas tropas croatas do sul e pelas tropas austríacas do oeste, a Guerra da Independência da Hungria foi finalmente encerrada e a Hungria foi novamente colocada sob a soberania austríaca.

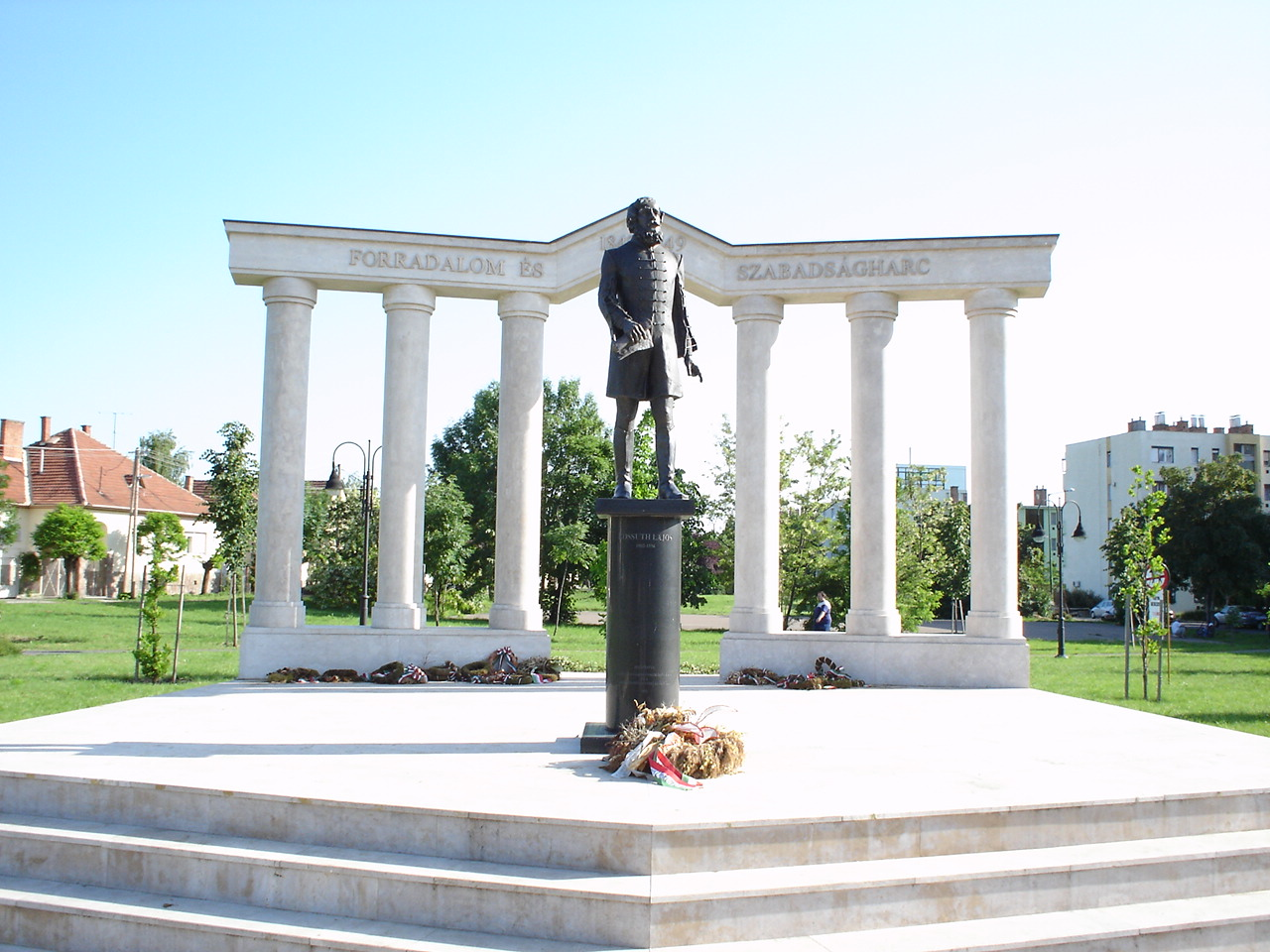
Memorial da Revolução de 1848 em Gyongyos, na Hungria. A estátua é de Lajos Kossuth

Após a repressão contra a Revolução Húngara e a Guerra da Independência, 13 generais e oficiais em Arad e o ex-primeiro-ministro Lajos Batthyány foram executados em Pest em 6 de outubro de 1849, o primeiro aniversário da Segunda Revolução de Viena. Já que os oficiais austríacos brindaram a execução com cerveja, não era certo brindar com cerveja na Hungria por muito tempo.
Lajos Kossuth conseguiu fugir para o exílio e inicialmente foi para o Império Otomano, onde inicialmente se estabeleceu em Shumen com outros companheiros. Após várias paradas no exílio, ele foi empregado como maçom na Inglaterra em 19 de fevereiro de 1852 na Loja Cincinnati No. 133, onde logo no dia seguinte foi promovido ao grau de companheiro e elevado o grau de mestre. Lá ele conheceu o maçom Giuseppe Mazzini, uma das principais figuras da ala democrática revolucionária do movimento de unificação italiana do Risorgimento, e em Londres ele participou da fundação do Comitê Central Europeu da Democracia. Em seguida, Kossuth o seguiu para a Itália, onde ele continuou sua luta (não apenas) pela independência da Hungria. Entre outras coisas, ele montou uma legião húngara que, sob o comando de Giuseppe Garibaldi, entrou em campo contra a Áustria nas lutas pela independência do norte da Itália durante o Risorgimento.
Em 1867, Lajos Kossuth foi anistiado como parte do Compromisso Austro-Húngaro, como resultado do qual o Imperador Francisco José I da Áustria também foi coroado Rei da Hungria. Como oponente desse acordo, entretanto, Kossuth permaneceu exilado na Itália. Sem ter alcançado seu objetivo durante sua vida, ele morreu em 20 de março de 1894 com a idade de 91 anos em Torino.

## Trabalhos
- Memories of My Exile
- The Future of Nations
- Kossuth in New England: A Full Account of the Hungarian Governor's Visit to Massachusetts, with His Speeches
- The life of Louis Kossuth, Governor of Hungary, including notices of the men and scenes of the Hungarian revolution; to which is added an appendix containing his Principal speeches, &c
- Gesammelte Werke: Aus dem ungarischen "Selected Works" Vol. I
- Gesammelte Werke: Aus dem ungarischen "Selected Works" Vol. II
- Die Katastrophe in Ungarn By Lajos Kossuth
- Meine Schriften aus der Emigration By Lajos Kossuth'
- A Pragmatica sanctio Magyarországban. Történeti, jogi és politikai szempontokból By Charles, Lajos Kossuth
- Felelet gróf Széchenyi Istvánnak Kossuth Lajostól By Lajos Kossuth, gróf István Széchenyi